# 황밍위
황밍위(중국어: 黄明宇, 병음: Huang Mingyu, 한자음: 황명우, 2002년 8월 23일 ~ )는 중화인민공화국의 바둑 기사이다. 후난성 융저우시 출신으로 중국기원 소속의 4단이다.

## 경력
후난성 융저우시에서 태어났다. 어려서부터 칭다오시에서 바둑을 공부했고 이후 좀더 공부하기 위해 상하이시 바둑도장에 들어갔다. 2015년 제5회 천이배 중국아마추어바둑오픈에서 준우승을 차지했다. 2016년 7월, 프로바둑에 입단했고 2017년 2단으로 승단했다. 2019년 제3회 오청원배 중국바둑신예전에서 본선 32강에 진출하여 왕미안과 자오페이를 차례로 누르고 8강까지 올랐지만 류위항에게 져서 탈락했다. 같은해 3단을 거쳐 2020년 4단으로 승단했다.